# Stade D.-Afonso-Henriques
Pour les articles homonymes, voir Henriques.
Le stade D.-Afonso-Henriques est un stade portugais qui a été inauguré en 1965.

## Histoire
Le stade a été rénové à l'occasion de l'Euro 2004, les deux tribunes horizontales ont été surélevées (les travaux ont couté 27.343.976 €).
Il est baptisé du nom de Dom Afonso Henriques, premier roi de Portugal.
Il a notamment accueilli des matchs de l'Euro 2004.

## Événements
- Championnat d'Europe de football 2004
  -  Danemark 0-0  Italie
  -  Italie 2-1  Bulgarie
- Matchs de l'Euro Espoirs 2006
  -  Allemagne 0-1  Portugal
  -  France 3-0  Allemagne
- Phase de groupe de la ligue des nations de l'UEFA 2018-2019
- Portugal 1-1 Pologne
- Phase finale de la Ligue des nations de l'UEFA 2018-2019
  -  Pays-Bas 3 - 1 (a. p.)  Angleterre (demi-finale)
  -  Suisse 0 - 0 (t. a. b.) 5 - 6  Angleterre Match pour la troisième place

## Fait marquant
C'est dans ce stade que lors du match qui oppose le Vitória Guimarães au Benfica Lisbonne, le 25 janvier 2004, que l'attaquant hongrois du Benfica Miklos Feher, meurt des suites d'une crise cardiaque en plein match à l'âge de 24 ans.

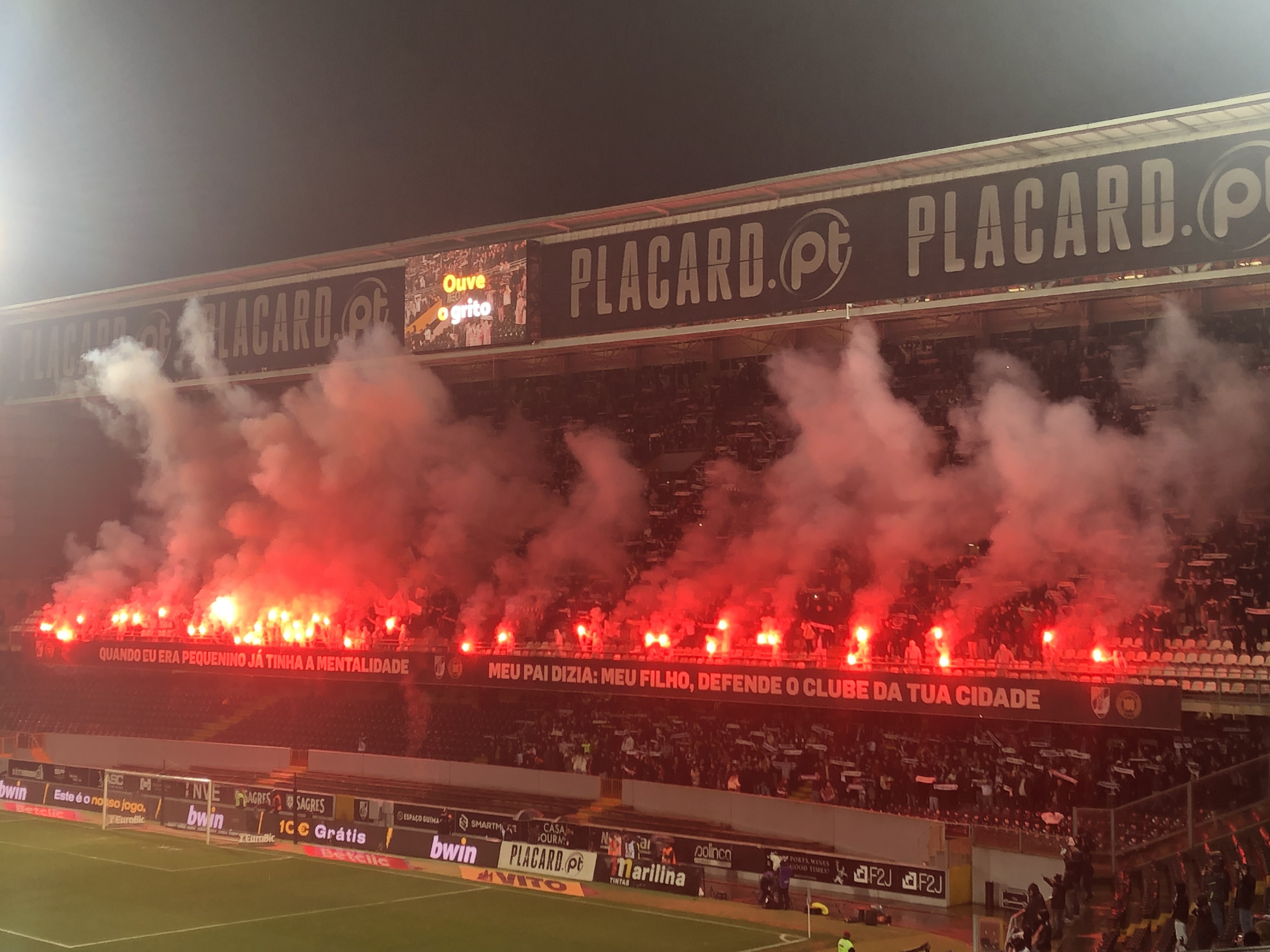
Les ultras de Vitória lors d'un match contre Benfica le 11 février 2024.